# Cseh Légierő
A Cseh Légierő (röviden: VzS AČR – Vzdušné síly armády České republiky), Csehország légiereje, a Cseh Hadsereg egyik haderőneme. Parancsnoka 2022. november 1-jétől Petr Čepelka vezérőrnagy.

## Repülő eszközök

### A Cseh Légierő 2002-ben
Létszám: 11300 fő
Eszközök:
- Harci repülőgépek: 44 db
- Harci helikopterek: 34 db
- Repülési órák: kb. 60

Vadász repülőgép:
- 1 század: 8 db MiG–21 (Ezek helyére érkeznek majd a Gripenek)

Közvetlen támogató
- 2 század: 36 db L–159 (további 36 db leszállítása már ekkor elkezdődött)

Szállító:
- 2 század: L–410 Turbolet, An–24, An–26, Tu–154 és helikopterek

Harci helikopterek:
- 3 század: Mi–8, Mi–17, Mi–24, PZL W–3

Kiképző:
- 1 ezred: L–29 Delfín, L–39C, L–39ZO Albatros

Légvédelmi rakéták:
- SA–2, SZ–125 Nyeva–M, SA–6 (Kub)

### Cseh Légierő 2006 után
A Cseh Légierő létszáma 13 000 fő, ebből 8500 kiszolgáló állomány
Harcászati egységek:
- 2 vadászbombázó század
- 2 vadászrepülő század
- 3 helikopter század
- 2 légvédelmi hadosztály

## Fegyverzete

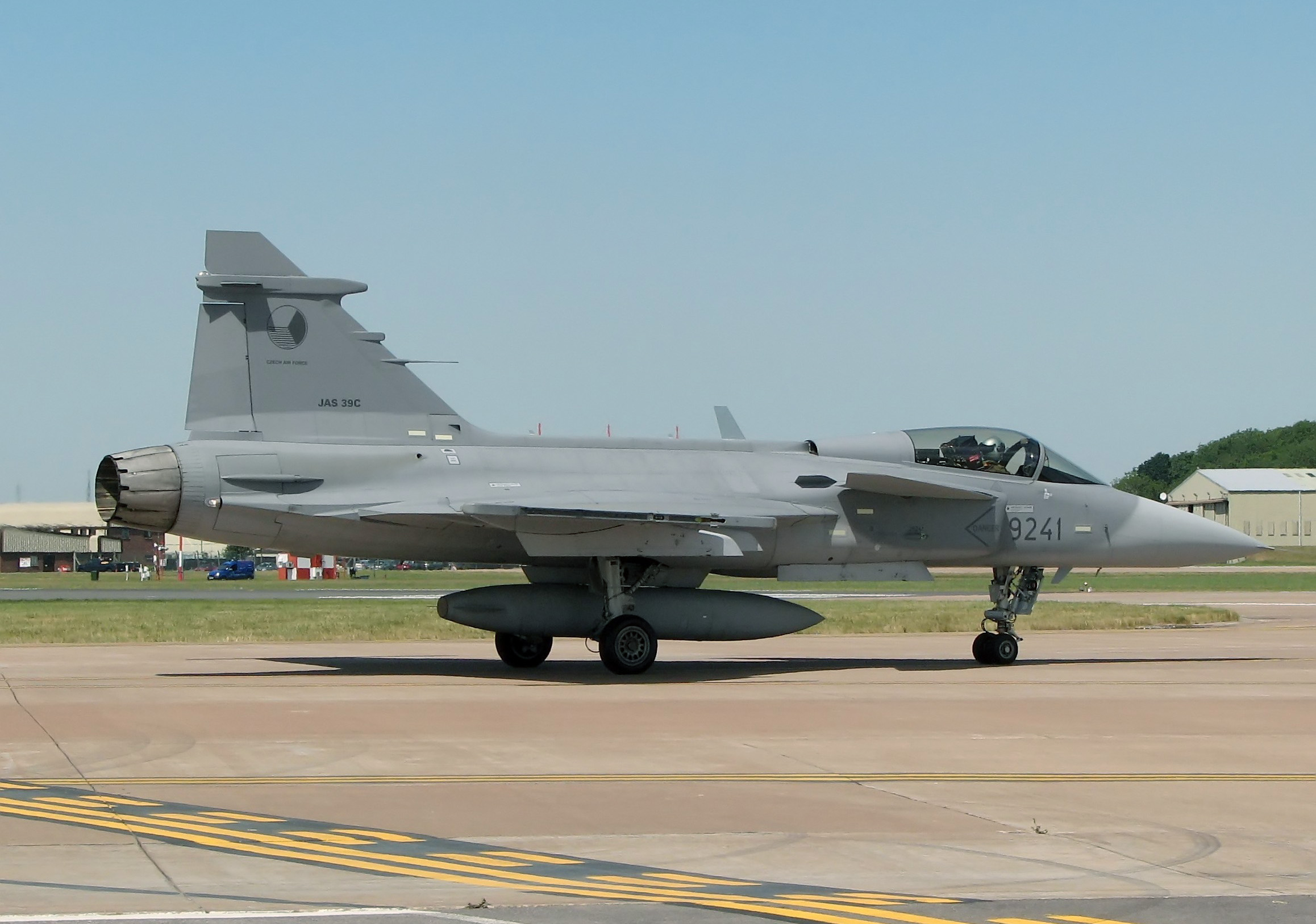
Cseh JAS 39C

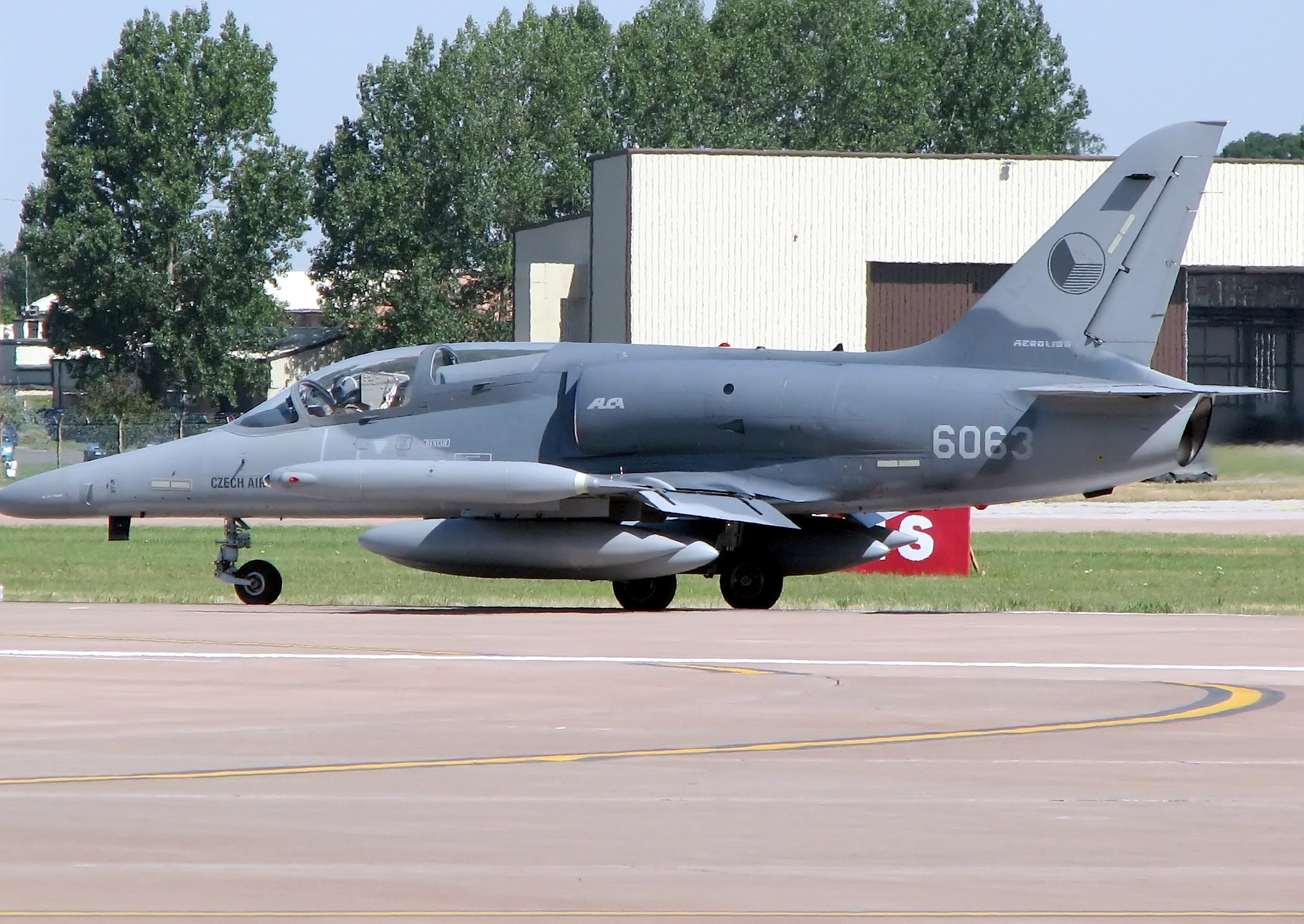
Aero Vodochody L-159 ALCA a Cseh Légierő hadrendjéből

### Aktív eszközök
| Megnevezés                           | Változat    | Feladatkör                 | Mennyiség   | Megjegyzés                                                                           |
| Repülőgépek                          | Repülőgépek | Repülőgépek                | Repülőgépek | Repülőgépek                                                                          |
| ------------------------------------ | ----------- | -------------------------- | ----------- | ------------------------------------------------------------------------------------ |
| JAS 39 Gripen                        | EBS CZ C    | többcélú vadászrepülőgép   | 12 db       | - 2006-2007-ig leszállítva                                                           |
| JAS 39 Gripen                        | EBS CZ D    | többcélú vadászrepülőgép   | 2 db        | - 2006-2007-ig leszállítva                                                           |
| L–159 ALCA                           |             | kiképzőgép                 | 71 db       | - 2006-ban készítik el kétüléses változatát a csehek, az L-159B ALCA kiképzőgépeket. |
| L–410 Turbolet                       |             | teherszállító repülőgép    | 14 db       |                                                                                      |
| An–26, An–30                         |             | teherszállító repülőgép    | 5 db        |                                                                                      |
| Helikopterek                         |             |                            |             |                                                                                      |
| Mi–24                                |             | harci helikopter           | 10 db       | - további 17 db tartalékban                                                          |
| W–3 Sokół                            |             | könnyű szállító helikopter | 10 db       | - 4 db szállító és 6 db kutató-mentő változat                                        |
| Pilóta Nélküli Repülő Eszközök (UAV) |             |                            |             |                                                                                      |
| AeroVironment RQ-11 Raven            | B           | UAV                        | [ 2 ]       |                                                                                      |

### Légelhárító Eszközök
| - RBS-70 Bofors                                     |
| - 2K12 Kub (SA–6 Gainful)                           |
| - 9K32 Sztrela–2 (SA–7 Grail)                       |
| - 9K33 Osza (SA–8 Gecko)                            |
| - 9K35 Sztrela–10 (SA–13 Gopher)                    |
| - 30mm-es légvéldelmi ikergépágyú Praga V3S alvázon |

### Hadrendből kivont eszközök
| Származási hely/ Megnevezés | Változat | Feladatkör              | Mennyiség | Szolgálatba lépés | Kivonva  | Megjegyzés                                                |
| --------------------------- | -------- | ----------------------- | --------- | ----------------- | -------- | --------------------------------------------------------- |
| MiG–21                      |          | vadászgép               | 28 db     |                   |          |                                                           |
| MiG–23                      | B        | vadászgép               | 33 db     |                   |          |                                                           |
| MiG–29                      |          | többcélú vadászgép      | 20 db     |                   |          | Lengyelország vásárolta meg, és újítja fel őket 2006-ban. |
| L–29 Delfín                 |          | sugárhajtású kiképzőgép | 21 db     |                   |          |                                                           |
| L–39 Albatros               |          | sugárhajtású kiképzőgép | 29 db     |                   |          |                                                           |
| Z–142                       | C        | kiképzőgép              | 8 db      |                   |          |                                                           |
| An–24                       |          | teherszállítógép        | 4 db      |                   |          |                                                           |
| Tu–154                      |          | utasszállító repülőgép  | 3 db      |                   |          |                                                           |
| Mi–2                        |          | szállító helikopter     | 39 db     |                   |          |                                                           |
| Mi–8, Mi–17                 |          | szállító helikopter     | 13 db     |                   |          |                                                           |
| SOJKA III                   |          | UAV                     |           |                   | 2011.12. |                                                           |